# Maman (film, 1931)
Pour les articles homonymes, voir Maman.
Pour plus de détails, voir Fiche technique et Distribution.
Maman (titre original : Over the Hill) est un film américain réalisé par Henry King, sorti en 1931. Il s'agit d'un remake du film Over the Hill to the Poorhouse, réalisé par Harry Millarde en 1920.

## Synopsis
Un matin dans la maison des Shelby, Ma essaye de réveiller ses quatre enfants - Johnny, Thomas, Isaac et Susan - et de les préparer pour l'école. Les garçons se battent et se donnent des coups de pied pendant qu'ils s'habillent, réveillant Pa, qui donne une fessée irritable à Isaac. A l'école, Isaac est humilié lorsque l'enseignant, pour qui il a le béguin, trouve un dessin de lui sur le tableau noir en train de l'embrasser. Bien que Thomas l'ait fait, Johnny est blâmé, et Johnny reçoit plus tard un fouet de son père. Ensuite, il est réconforté par son amie d'enfance Isabelle Potter. Isaac gagne le respect de ses parents pour avoir mémorisé les dix commandements ainsi que d'être un bon élève à tous points de vue. Cependant, on le voit également voler vingt-cinq cents à la banque d'épargne de ses parents. On voit Ma travailler tard dans la nuit à coudre et à repasser pour d'autres personnes, tandis que Papa n'a pas de travail mais lui assure qu'il attend toujours un poste gouvernemental qui lui a été promis.
Des années plus tard, les enfants, tous grands, viennent rendre visite à leurs parents la veille de Noël. Johnny vient avec sa petite amie de longue date Isabelle et annonce leurs fiançailles. Susan arrive avec son mari Ben, un boucher. Thomas vient seul, sa femme Phyllis ayant décidé de rester à la maison. Isaac, plus moralisateur que jamais, arrive le dernier avec sa femme Minnie. Après le dîner, Papa sort à la rencontre d'hommes pour qui il transportera de l'alcool de contrebande. Johnny entend des coups de feu alors qu'il marche à l'extérieur, voit Pa passer à toute vitesse, puis trouve la voiture de Pa coincée dans la neige. Il insiste pour que Papa rentre chez lui et qu'il s'occupe de la voiture, mais il est arrêté en possession de l'alcool. Johnny est condamné à trois ans de prison et dit à Isabelle de ne pas l'attendre, mais elle reste proche de Ma, qui rend régulièrement visite à Johnny en prison.Papa rêve que Johnny s'esclave dans l'atelier de la prison et est submergé de culpabilité; il décide de dire à Ma qu'il est vraiment responsable du crime, mais avant de pouvoir dire quoi que ce soit, il meurt. Johnny est libéré un an plus tôt pour bonne conduite et surprend Ma à la maison lors d'une réunion émouvante. Il décide alors d'aller travailler enSeattle et envoyer de l'argent à Isaac chaque mois pour soutenir Ma jusqu'à son retour.
En l'absence de Johnny, Isaac encourage Ma à vendre sa maison et à aller vivre avec Thomas et Phyllis. Ma surprend Phyllis en train de bronzer avec son amant sur le toit et sa belle-fille insiste pour qu'elle parte. Ma passe ensuite à Susan et Ben, mais Ben ne veut pas d'elle. Bien qu'Isaac ait la plus grande maison, sa femme Minnie ne veut pas non plus de Ma. Isaac demande où se trouve Johnny et reçoit une lettre de l'Alaska Mining Corporation indiquant que l'équipe d'expédition de Johnny a été perdue au pôle Nord. Il brûle la lettre, empoche le chèque mensuel et suggère à Ma qu'elle serait plus à l'aise dans la maison pauvre . Elle accepte tristement son sort et s'enregistre elle-même, où elle devrait travailler pour son logement.
Johnny rentre chez lui et est furieux quand il voit la maison à vendre et découvre qu'Isaac, plutôt que de soutenir Ma avec l'argent qu'il a envoyé, lui a permis d'aller à la maison pauvre. Il se bat et donne des coups de pied à Isaac dans sa maison, puis le traîne à l'extérieur et dans la rue, menaçant de le traîner jusqu'au refuge. Isabelle entend l'agitation et intervient, éloignant Johnny et le réconfortant. Johnny monte dans la voiture de son ami et se rend à la maison pauvre, où il trouve Ma en train de frotter le sol. Il jette un coup de pied dans son seau à récurer et la porte alors qu'elle dit en larmes à tout le monde que son garçon est revenu, comme elle savait qu'il le ferait. Dans la scène finale, Johnny et Isabelle ont remis à neuf la maison pour leur mariage le lendemain.

## Fiche technique
- Titre original : Over the Hill
- Titre français : Maman
- Réalisation : Henry King
- Scénario : Tom Barry et Jules Furthman, d'après les poèmes "Over the Hill to the Poorhouse" et "Over the Hill from the Poorhouse" de Will Carleton
- Direction artistique : Robert Haas
- Costumes : Guy Duty
- Photographie : John Seitz
- Son : Eugene Grossman
- Montage : Frank E. Hull
- Musique : George Lipschultz
- Chansons : 
  - "Contented", paroles et musique de James F. Hanley
  - "Allegory", paroles et musique de William Kernell
- Société de production : Fox Film Corporation
- Société de distribution : Fox Film Corporation
- Pays d’origine :  États-Unis
- Langue : anglais
- Format : Noir et blanc - 35 mm - 1,37:1 - Son Mono (Western Electric System)
- Genre : Mélodrame
- Durée : 87 minutes
- Dates de sortie :
  - États-Unis : semaine du 20 novembre 1931 (Première à New-York)

## Distribution
- Mae Marsh : Ma Shelby
- James Kirkwood : Pa Shelby
- Joe Hachey : Isaac Shelby
- Tom Conlon : Johnny Shelby
- Julius Molnar : Thomas Shelby
- Marilyn Harris : Susan Shelby
- Nancy Irish : Isabelle Potter

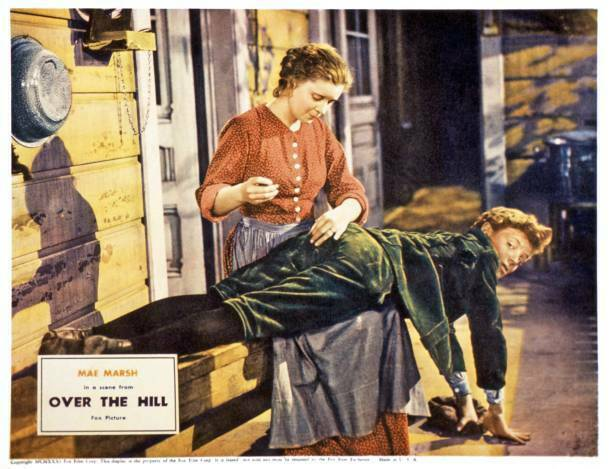
Mae Marsh et Tommy Conlon.

- Olin Howland : Isaac Shelby, adulte
- Eula Guy : Minnie, la femme d'Isaac
- Billy Barty et Joan Breslaw : les enfants d'Isaac et Minnie
- James Dunn : Johnny Shelby, adulte
- Edward Crandall : Thomas Shelby, adulte
- Claire Maynard : Phyllis, la femme de Thomas
- Joan Peers : Susan Shelby, adulte
- William Pawley : Ben Adams, le mari de Susan
- Sally Eilers : Isabelle Potter, adulte
- Nora Lane : l'institutrice